# PANT
『PANT』（パント）は、斉藤由貴の通算6枚目のスタジオ・アルバム。1988年3月21日発売。発売元はポニーキャニオン。

## 概要
前作『ripple』（1987年9月21日発売）はア・カペラ録音の企画盤であったため、純粋なフル・アルバムとしては『風夢』から約1年ぶりの作品となる。『ripple』と本作のあいだには、斉藤自身が作詞した楽曲のみ（ヴォーカルがなく、インストゥルメンタル曲に自作の詩が添えられた楽曲も含む）で選曲されたコンピレーション・アルバム『YUKI'S BRAND』（1987年12月16日発売）もリリースされている。
先行シングル「さよなら」（1987年11月18日発売）を収録している。本アルバム発売日から1か月後には、映像集『PANT』（VHS&LD）もリリースされたほか、同年11月には「Christmas Night」がグリーティングカード付のクリスマス限定企画としてシングルカットされた。
タイトルの「PANT」には、″息を切らす″ ″ドキドキする″ ″熱望する″ などの意味がある。
2008年3月8日、9日に開催された東京・PARCO劇場における数年ぶりのライヴでは、本アルバムから「少女時代」と「ブルー・サブマリン」が披露された。
2009年10月21日に映像集『PANT』がDVD化され、ポニーキャニオンから発売された。2010年には監督した市川準の三回忌にちなんだイベント「市川準・集」において、9月10日、11日にイメージビデオ作品「漂流姫」とともに『PANT』からは「終わりの気配」が上映された。
2016年7月20日のUHQCDのリリースに際し、「「さよなら」」のB面曲「あなたに会いたい」が追加収録された。

## 収録曲

### LP／CT
| 全編曲: 武部聡志。 |                        |          |            |      |
| #                  | タイトル               | 作詞     | 作曲       | 時間 |
| 1.                 | 「終りの気配」         | 斉藤由貴 | 山口美央子 | 5:45 |
| 2.                 | 「少女時代」           | 原由子   | 原由子     | 3:51 |
| 3.                 | 「ブルー・サブマリン」 | 谷山浩子 | 岡本朗     | 4:08 |
| 4.                 | 「かわいい あたし」    | 斉藤由貴 | MAYUMI     | 2:32 |
| 5.                 | 「Christmas Night」    | 斉藤由貴 | 岡本朗     | 4:49 |

| 全編曲: 武部聡志（特記以外）。 |                                       |          |            |      |
| #                              | タイトル                              | 作詞     | 作曲       | 時間 |
| 1.                             | 「morn 〜透明な壁〜」                 | 斉藤由貴 | 武部聡志   | 4:04 |
| 2.                             | 「振袖にピースサイン」                | 田口俊   | 崎谷健次郎 | 4:24 |
| 3.                             | 「3年目」                             | 斉藤由貴 | 岡本朗     | 4:42 |
| 4.                             | 「「さよなら」」                      | 斉藤由貴 | 原由子     | 4:38 |
| 5.                             | 「Thanks!」(編曲：武部聡志・田代和夫) | 斉藤由貴 | MAYUMI     | 4:10 |

### CD
| 全編曲: 武部聡志（特記以外）。 |                                       |           |            |       |
| #                              | タイトル                              | 作詞      | 作曲       | 時間  |
| 1.                             | 「終りの気配」                        | 斉藤由貴  | 山口美央子 | 5:46  |
| 2.                             | 「少女時代」                          | 原由子    | 原由子     | 3:52  |
| 3.                             | 「ブルー・サブマリン」                | 谷山浩子  | 岡本朗     | 4:10  |
| 4.                             | 「かわいい あたし」                   | 斉藤由貴  | MAYUMI     | 2:34  |
| 5.                             | 「Christmas Night」                   | 斉藤由貴  | 岡本朗     | 4:50  |
| 6.                             | 「morn 〜透明な壁〜」                 | 斉藤由貴  | 武部聡志   | 4:05  |
| 7.                             | 「振袖にピースサイン」                | 田口俊    | 崎谷健次郎 | 4:25  |
| 8.                             | 「3年目」                             | 斉藤由貴  | 岡本朗     | 4:43  |
| 9.                             | 「「さよなら」」                      | 斉藤由貴  | 原由子     | 4:40  |
| 10.                            | 「Thanks!」(編曲：武部聡志・田代和夫) | 斉藤由貴  | MAYUMI     | 4:13  |
| 合計時間:                      | 合計時間:                             | 合計時間: | 合計時間:  | 43:03 |

#### UHQCD ボーナス・トラック
| #         | タイトル             | 作詞      | 作曲      | 時間  |
| --------- | -------------------- | --------- | --------- | ----- |
| 11.       | 「あなたに会いたい」 | 原由子    | 原由子    | 4:39  |
| 合計時間: | 合計時間:            | 合計時間: | 合計時間: | 48:03 |

### 曲解説
1. 終りの気配
  - NEC「春のハローC＆Cまつり」CMソング。
2. 少女時代
  - 原由子が1991年にアルバム『MOTHER』にてセルフカバーし、NTV系列テレビアニメ『YAWARA!』のエンディング曲となった。
  - 1997年に鈴木真仁がシングルで（PS版『子育てクイズ マイエンジェル 』の主題歌）、1998年に丹下桜がアルバム『New Frontier』で同曲をカバーした。
3. ブルー・サブマリン
  - 後に谷山がセルフカバー。アルバム『Memories』（1997年9月19日発売）などに収録されている。
4. かわいい あたし
5. Christmas Night
  - 12枚目のシングル（企画盤）表題曲。
6. morn 〜透明な壁〜
7. 振袖にピースサイン
  - 成人式を舞台としたナンバー。
8. 3年目
9. 「さよなら」
  - 10枚目のシングル表題曲。東宝映画『「さよなら」の女たち』主題歌。
10. Thanks!
  - オルゴールは三協精機（現在のニデックインスツルメンツ）に製作を依頼した。曲の途中で転調するため、2台作られた。

#### UHQCD ボーナス・トラック
1. あなたに会いたい
  - シングル 「「さよなら」」B面曲。

## 関連作品
- Yuki's MUSEUM M-2・7・8
- YUKI's BEST M-8
- MYこれ!クション 斉藤由貴BEST M-9
- 斉藤由貴 SINGLESコンプリート M-9
- 斉藤由貴 ヴィンテージ・ベスト M-2・3・5
- Myこれ!チョイス01 「ガラスの鼓動」 + シングルコレクション M-9